# Mirko Beer
Mirko Beer (* 20. Februar 1905 in Senta; † 4. August 1942 in Saratow) war Chirurg, Kommunist und Militärarzt bei den republikanischen Truppen während des Spanischen Bürgerkrieges.
Mirko Beer stammte aus Senta in der serbischen Provinz Vojvodina. Er studierte von 1923 bis 1929 an der Universität Wien Medizin, kam dort mit sozialistischen Ideen in Kontakt und trat 1927 der Kommunistischen Partei Jugoslawiens sowie der Internationalen Arbeiterhilfe bei.
Von Oktober 1936 bis Mai 1939 war er als leitender Militärarzt in Spanien aktiv, wo er unter dem Pseudonym Dr. Oscar Goryan auftrat. Auf Beers Initiative entstand im Mai 1937 die medizinische Fachzeitschrift La voz de la sanidad, die sich zum Ziel setzte, die Erfahrungen der modernen Militärmedizin zu verallgemeinern und so die medizinische Versorgung der republikanischen Truppen zu verbessern. Beer war bis Januar 1938 leitender Redakteur der Zeitschrift.
Nach der Niederlage der spanischen Republik wurde Mirko Beer von Februar bis Mai 1939 in einem französischen Internierungslager festgehalten. Danach siedelte er nach Moskau über, wo er schon Mitte der 1930er Jahre für einige Jahre gelebt und gearbeitet hatte.
Nach dem Überfall der Wehrmacht auf die Sowjetunion wurde er im Sommer 1941 von der Geheimpolizei NKWD verhaftet und der Spionage verdächtigt, weil man bei ihm Dokumente „in unterschiedlichen, teils unverständlichen Sprachen“ fand. Beer sprach fließend Ungarisch, Deutsch, Russisch und Serbisch.
Beer wurde verurteilt und am 4. August 1942 erschossen.